# Blas Riveros
Blás Miguel Riveros Galeano (ur. 3 lutego 1998 w Itaugui) – paragwajski piłkarz występujący na pozycji obrońcy w duńskim klubie Brøndby IF. Znalazł się w kadrze reprezentacji Paragwaju na Copa América 2016.